# Jahn József
Jahn József (Pest, 1845. október 23. [keresztelés időpontja] – Budapest, 1912. március 1.) építőmester, számos eklektikus stílusú épületet tervezett és kivitelezett Budapesten.

## Élete
Apja Jahn Flórián szappanos, anyja Feder Zsófia.

## Építészeti munkássága
Leginkább bérházakat és bérpalotákat alkotott, de munkái között találunk középületeket is.
Munkáinak egyik jellemző vonása, hogy a korban jellemző egyszerű körfolyosók helyett szintenként egy-egy boltíves, kőbábos loggiába kapcsolódó, kovácsoltvas korláttal ellátott függőfolyosót hozott létre.

## Általa tervezett épületek
| Cím                                                       | Építés éve        | Stílus                             | Építtető         |
| --------------------------------------------------------- | ----------------- | ---------------------------------- | ---------------- |
| 1065 Budapest, Podmaniczky utca 11.                       | 1887              | Eklektikus                         | Grünhut Sámuel   |
| 1065 Budapest, Podmaniczky utca 13.                       | 1887              | Eklektikus                         |                  |
| 1065 Budapest, Podmaniczky utca 15.                       | 1887              | Eklektikus                         |                  |
| 1065 Budapest, Podmaniczky utca 19.                       |                   | Eklektikus                         |                  |
| 1065 Budapest, Hajós utca 13–15.                          | 1898              |                                    |                  |
| 1074 Budapest, Dohány utca 20.                            | 1893              |                                    |                  |
| 1067 Budapest, Eötvös utca 26. B                          | 1880 körül        | Eklektikus / Neoreneszánsz         |                  |
| Eötvös utca 24. - Aradi utca 13.                          | 1887              | Eklektikus / Neoreneszánsz         | Jahn József      |
| Szív utca 26.                                             | 1882              | Szecessziós                        | Temesváry Zsófia |
| Szófia utca 15.                                           | 1893-1894         | Eklektikus                         | Jahn József      |
| Rózsa utca 62.                                            | 1880 körül        | Eklektikus                         | Temesváry S.     |
| Rózsa utca 69.                                            | 1880 körül        | Eklektikus                         | Temesváry Zsófia |
| Izabella utca 47.                                         | 1890 körül        | Eklektikus                         |                  |
| Izabella utca 49.                                         | 1890              | Eklektikus                         |                  |
| Izabella utca 51.                                         | 1888              | Eklektikus                         | Jahn József      |
| Rózsa utca 63.                                            | 1880-as évek      | Eklektikus                         | Grünhut Sámuel   |
| Rózsa utca 65. - Andrássy út 77.                          | 1881              | Eklektikus                         |                  |
| Andrássy út 97.                                           | 1871-1876         | Eklektikus                         | Temesváry Zsófia |
| Munkácsy Mihály utca 6. - Andrássy út 109. (Nyaralóvilla) | 1880-as évek      | Eklektikus                         | Jahn József      |
| Szegfű utca 3.                                            | 1880-as évek      | Eklektikus                         |                  |
| Király utca 72.                                           | 1890 körül        | Eklektikus / Neoreneszánsz         |                  |
| Szófia utca 9.                                            | 1884-1890 között  | Eklektikus / (Olasz) neoreneszánsz |                  |
| Eötvös utca 1. - Király utca 76.                          | 1895              | Eklektikus                         |                  |
| Szófia utca 15.                                           | 1880-as évek vége | Eklektikus                         |                  |